# Liste des souverains de Léré
La monarchie mondang fut un petit royaume dont le territoire est actuellement partagé entre les États du Tchad et du Cameroun.
| Nom                         | Règne                         | Notes |
| --------------------------- | ----------------------------- | --- |
| Roi de Libé (ethnie Guider) | début XVIIIe                  | |
| Damba                       | -                             | fils cadet du précédent |
| Gon-Daba I (Da-Lumbur)      | -                             | fils du précédent. (Son frère Da-Izu fonde la chefferie de Guégou)                                                           |
| Gon-Kebuané                 | -                             | fils du précédent |
| Gon-Kaneni                  | -                             | fils du précédent |
| Gon-Ka-Jonka I              | entre 1800 et 1820            | fils du précédent |
| Gon-Zuah de Tesalé          | -                             | fils du précédent (Assassiné par son frère ou son père), son fils aîné Matageri s'enfuit chez son grand-père le chef de Lamé |
| Gon-de Suu-lii (le Gros)    | entre 1820 et 1840            | frère du précédent |
| Gon-Čomé I (Tuwaré)         | entre 1840 et 1860            | fils cadet de Gon-Zuah de Tesalé                                                                                             |
| Gon-Ka-Jonka II             | entre 1860 et 1864            | fils du précédent |
| Gon-Daba II                 | 1864-1872                     | fils du précédent |
| Gon-Deu Pa-Djurbé           | 1872-1891                     | frère du précédent |
| Gon-Čomé II                 | 1891-1924                     | fils de Gon-Daba II |
| Gon-Ka-Jonka III            | 1924-1936                     | fils du précédent, déporté par les Français, meurt en exil en 1948                                                           |
| Gon-Ke-Deu                  | 1936-1944                     | fils de Gon-Čomé II |
| Sah-Huné                    | 1944-1946                     | fils de Gon-Ke-Deu |
| Sanwoulba                   | 1946-1963                     | fils de Gon-Čomé II |
| Gon-Daba III                | 1963-1998                     | fils de Gon-Ka-Jonka III |
| Gon-Čomé III                | 1998-??                       | fils de Gon-Daba III |
| Kadjonka IV                 | 16 février 2022 (nomination), | Ousmane Zoutené Payangfou, né le 27 juillet 1980 à Léré, fils aîné d'Ahmadou Payangfou                                       |